# Lynette Woodard
Lynette Woodard (wym. /ˈwʊdɑːrd/ ( odsłuchaj), ur. 12 sierpnia 1959 w Wichita) – amerykańska koszykarka występująca na pozycji rzucającej oraz trenerka koszykarska. Mistrzyni olimpijska, świata, igrzysk panamerykańskich oraz uniwersjady, członkini kilku różnych galerii sław koszykówki.
Jest liderką wszech czasów AIAW (obecnie NCAA Division I) w liczbie zdobytych punktów (3649), oddanych (2994) oraz celnych rzutów z gry (1572).
W 1985 roku została pierwszą kobietą, zatrudnioną przez zespół Harlem Globetrotters. W drużynie tej występował wcześniej (1961–1985) jej kuzyn – Hubert „Geese” Ausbie.

## Osiągnięcia
Na podstawie, o ile nie zaznaczono inaczej.

### AIAW
- Uczestniczka rozgrywek:
  - Sweet 16 turnieju AIAW (Association for Intercollegiate Athletics for Women – 1980)
  - turnieju AIAW (1979, 1980, 1981)
- 3-krotna mistrzyni turnieju konferencji Big Eight (1979, 1980, 1981)
- MVP turnieju konferencji Big Eight  (1979, 1980, 1981)[4]
- Laureatka:
  - Honda Award (1981)
  - Wade Trophy (1981)
- Zaliczana do składów:
  - All-American (1978–1981)
  - Academic All-American
- Drużyna Kansas Jayhawks zastrzegła należący do niej numer[4]

### Drużynowe
- Mistrzyni:
  - Włoch (1989)
  - dywizji ligi japońskiej (1992)[4]

### Indywidualne
- Laureatka:
  - WBCBL Professional Basketball Trailblazer Award (2015)
  - Top V Award (1982)[4]
  - Native Sons and Daughters' Kansan of the Year (2004)[5]
  - Women's Sports Foundation Flo Hyman Award (1993)[4]
  - Legends ring, Harlem Globetrotters (1995)[4]
- Wybrana do:
  - Żeńskiej Galerii Sław Koszykówki (2005)[4]
  - Koszykarskiej Galerii Sław im. Jamesa Naismitha (2004)[4]
  - African-American Sports Hall of Fame (2006)[2]
  - Galerii Sław Sportu Kansas (1990)[5][6]
  - grona 100 najlepszych atletek w historii przez magazyn Sports Illustrated (1999)[4]

### Reprezentacja
- Mistrzyni:
  - świata (1990)
  - igrzysk:
    - olimpijskich (1984)[7]
    - panamerykańskich (1983)
    - Dobrej Woli (1990)

  - uniwersjady (1979)
  - Pucharu R. Williama Jonesa (1984)
- Wicemistrzyni świata (1983)
- Brązowa medalistka igrzysk panamerykańskich (1991)
- Koszykarka Roku USA Basketball (1983)
- Powołana do kadry USA na igrzyska olimpijskie w Moskwie, w 1980 roku. Nie wystąpiła w imprezie z powodu jej bojkotu przez Stany Zjednoczone[5].

### Trenerskie
- Uczestniczka turnieju NCAA jako asystentka trenera (2000)